# ساندرا پیرس
ساندرا پیرس (انگلیسی: Sandra Pires) بازیکن والیبال ساحلی اهل برزیل است. او در دو المپیک ۱۹۹۶ و ۲۰۰۰ حضور داشته است.